# Semaeopus perfusaria
Semaeopus perfusaria är en fjärilsart som beskrevs av Walker 1861. Semaeopus perfusaria ingår i släktet Semaeopus och familjen mätare. Inga underarter finns listade i Catalogue of Life.